# Zespół dworski w Sobocie
Zespół dworski w Sobocie – zabytkowy zespół obiektów znajdujący się w Sobocie, w powiecie łowickim, w województwie łódzkim. W jego skład wchodzą: dwór (nr rej.: 615 z 24.08.1967) oraz park z aleją dojazdową  (nr rej.: 616 z 24.08.1967).

## Dwór (tzw.  Zameczek)
Obecny dwór został wybudowany w trzecim ćwierćwieczu XIX w. z inicjatywy ówczesnego właściciela majątku, Augusta Zawiszy. Budynek wzniesiono na fundamentach istniejącej poprzednio budowli i z ocalałych murów  (datowanych na XVI w). Jest to budynek w stylu neogotyckim z wieżą  ośmioboczną zwieńczoną krenelażem. Znajduje się na wzniesieniu otoczonym fosą.  W okresie międzywojennym został rozbudowany przez zarządzającą majątkiem rodzinę Stokowskich. Następnie (1927) majątek wykupili Wiktor i Bogna Przegalińscy z przeznaczeniem na hodowlę koni angloarabskich.
W 1967 r. dwór wraz z parkiem został wpisany do rejestru zabytków.

W 1976 r. dwór został wyremontowany i przekształcony w wielorodzinny budynek mieszkalny.  Budynek pełnił tę funkcję do 2010 r.

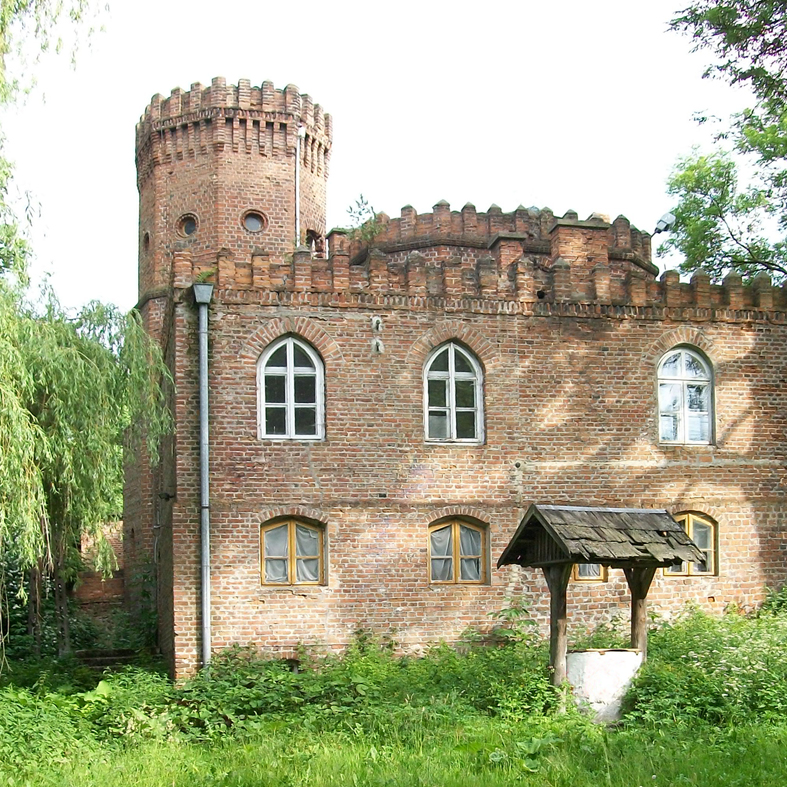
2012
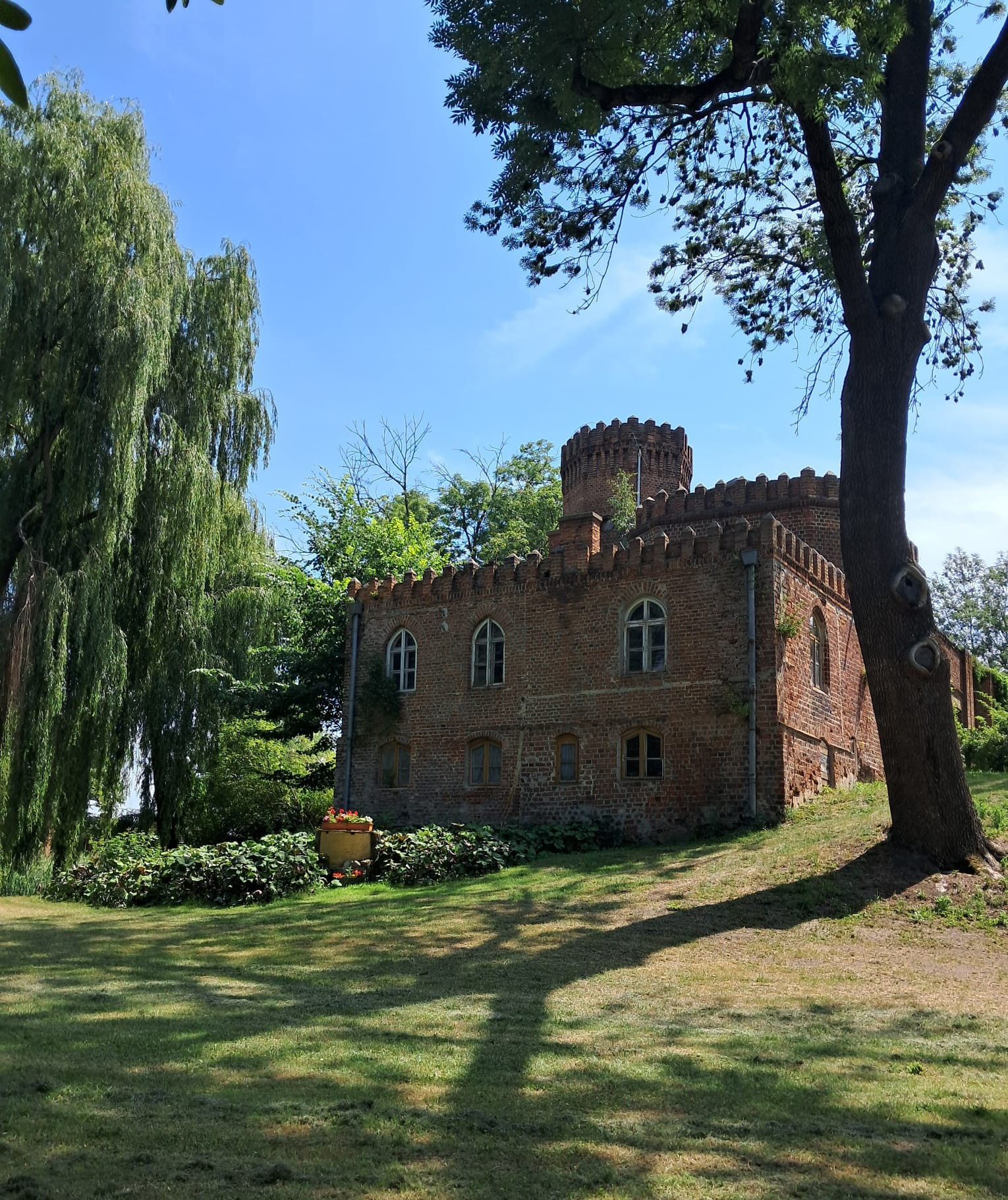
2025
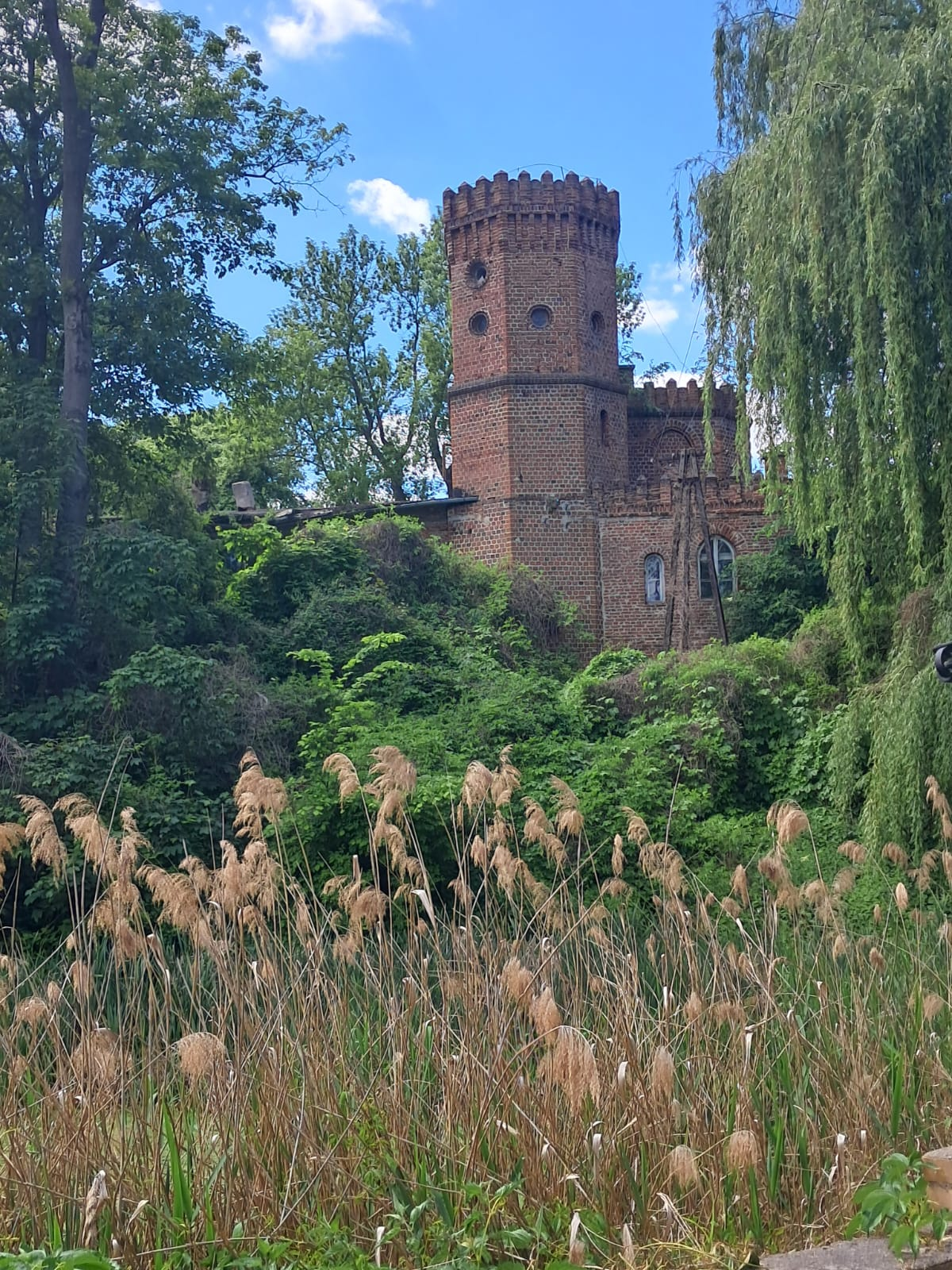
2025

## Park
Park dworski  w stylu angielskim  o obszarze ok. 4 ha utworzono w sąsiedztwie dworu pod koniec XIX w. (lata 90.). według projektu Waleriana Kronenberga. Właścicielami majątku byli wówczas Bronisława i Artur Stokowscy. Drzewostan obejmuje około 60 gatunków drzew (m. in. świerk biały, tulipanowiec, surmia zwyczajna, platan klonolistny, lipy i jesiony). W części parkowej zachował się budynek gorzelni z 1848 r.

W 2021 r. park otrzymał imię Artura Zawiszy.

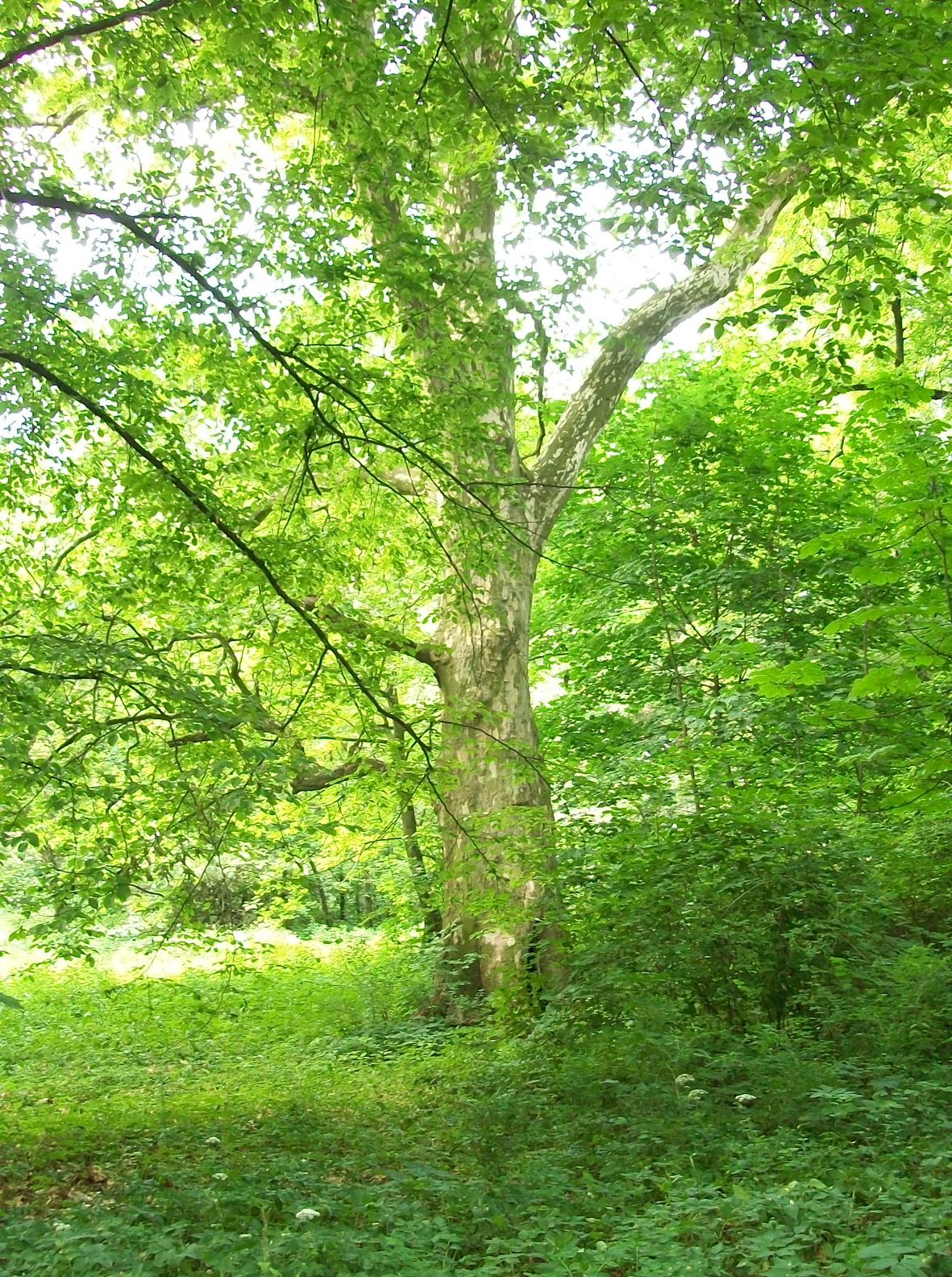
Park w 2012 r.
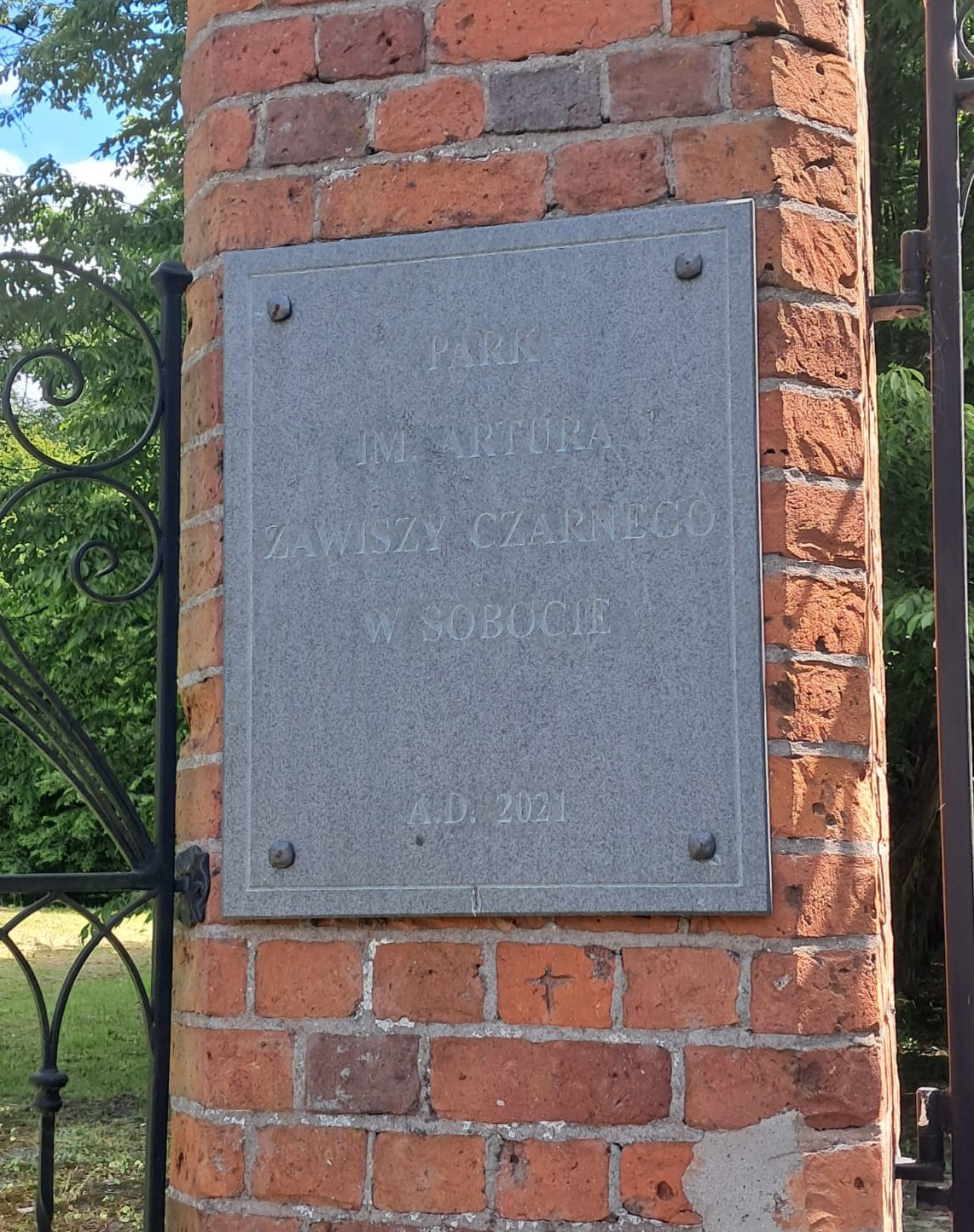
Tablica upamiętniająca patrona
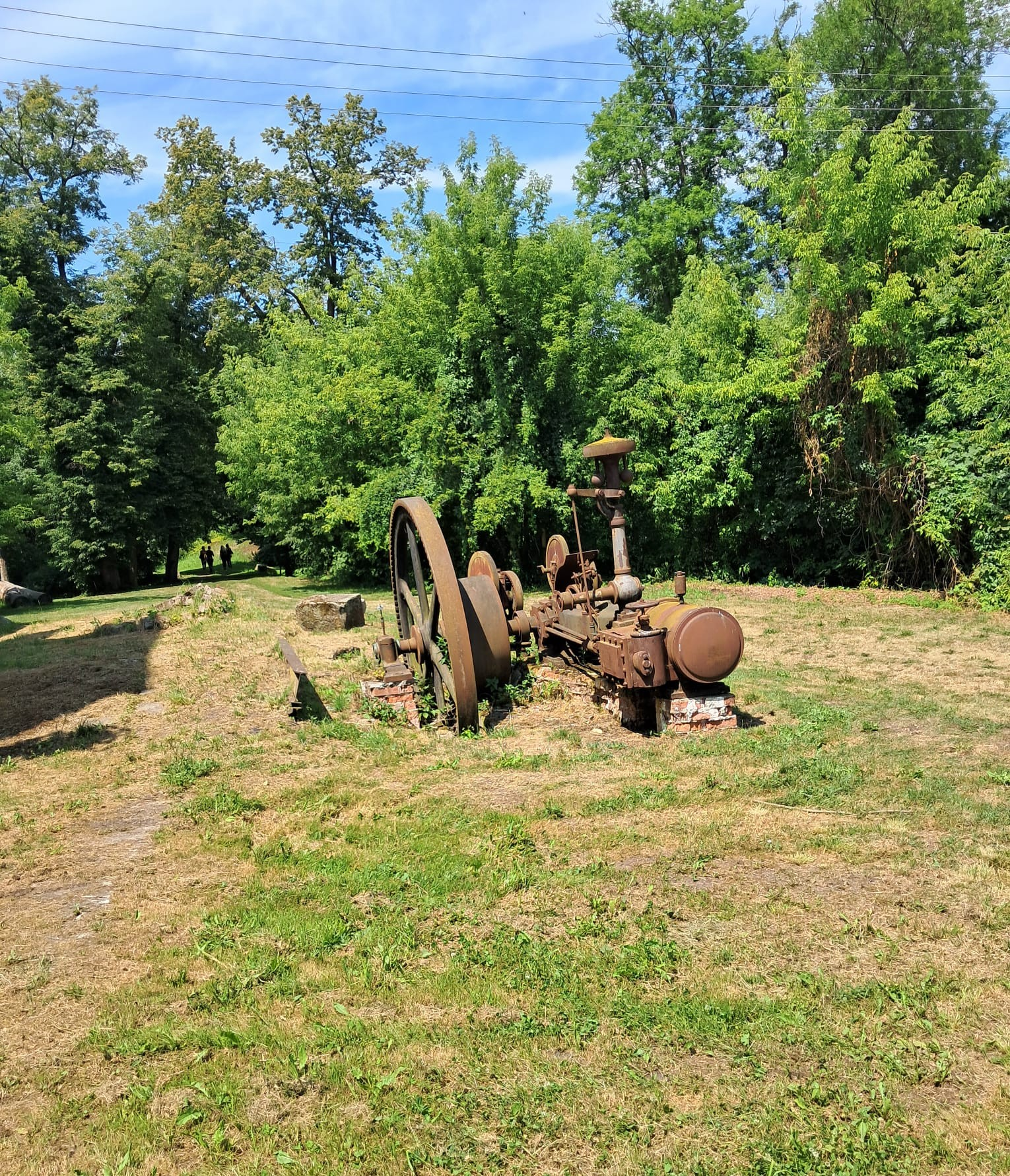
Maszyna parowa z 1902 r.
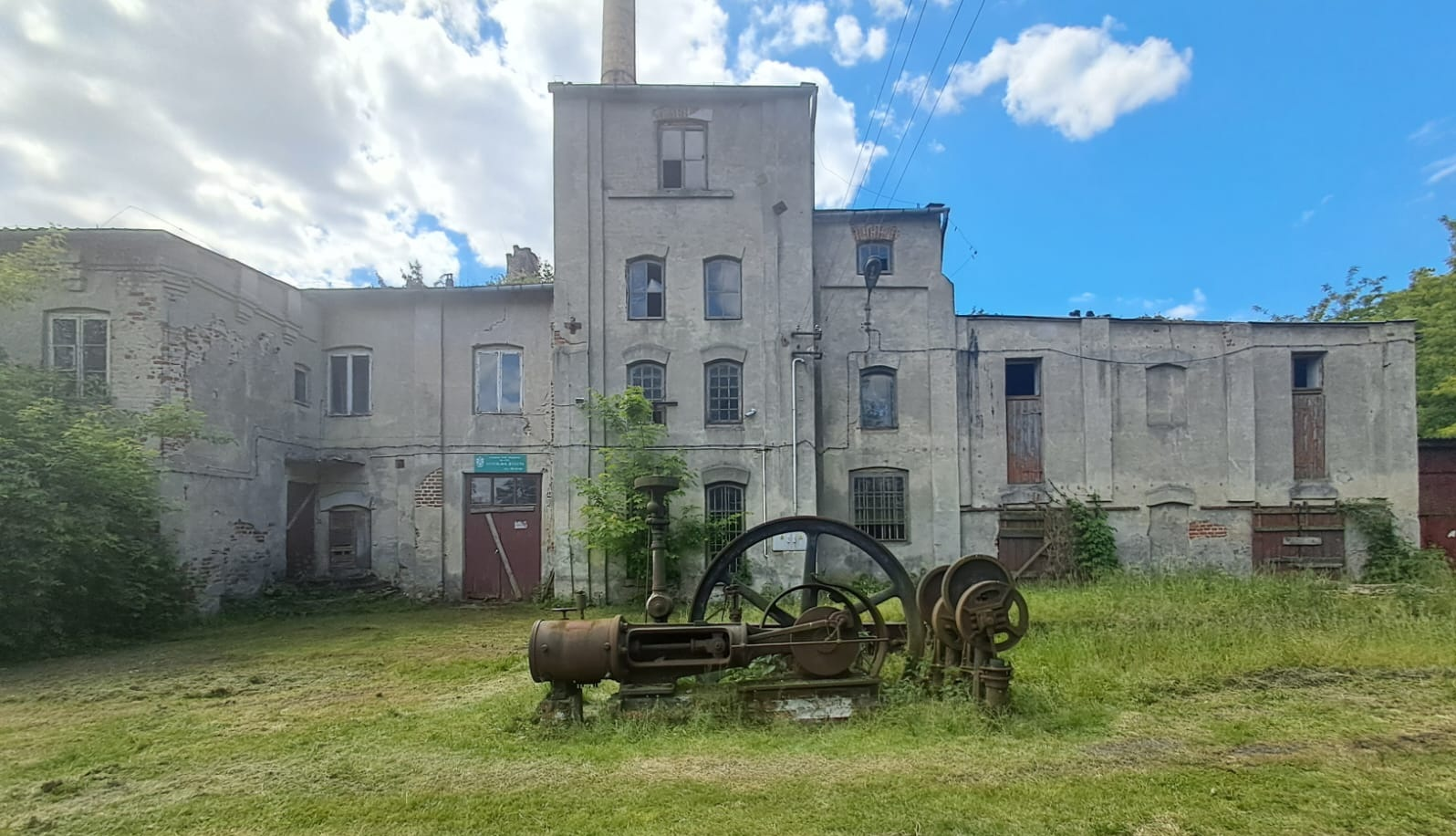
Gorzelnia z 1848 r.